# Kazue Katō
Kazue Katō (加藤和恵?, Katō Kazue; Tokyo, 20 luglio 1980) è una fumettista giapponese, nota soprattutto per essere l'autrice del manga Blue Exorcist.

## Biografia
Kazue Katō nacque il 20 luglio 1980 a Tokyo. Ha un fratello minore e una sorella minore. Alle scuole superiori mirava a diventare un'animatrice. Tuttavia, suo padre non credeva che fosse abbastanza seria al riguardo, perciò l'ha mandata all'università. Ciononostante, lasciò l'università e decise di diventare una mangaka. Dopo aver iniziato la sua carriera scrivendo diverse one-shots, contenute in Time Killers, ha creato la sua prima serie completa, Robo to Usakishi, serializzata dalla rivista Monthly Shonen Sirius dal 2005 al 2007.
Dopo il completamento di Robo to Usakichi, è stata contattata dalla rivista di manga shōnen Jump Square per serializzare un manga. Ha iniziato così a creare Blue Exorcist, che ha iniziato a essere serializzato da Jump Square il 4 aprile 2009. Appena uscito il settimo volume della serie sono state pubblicate un milione di copie; è stata la prima serie di Jump Square a raggiungere un traguardo simile. Nella prima metà del 2017 la serie era l'undicesima più venduta in tutto il Giappone. La serie ha avuto anche numerosi adattamenti, incluso un anime lungo cinque stagioni e un film. In Time Killers è contenuta anche la one-shot The Miyama-Uguisu Mansion Incident che contiene i concetti principali di Blue Exorcist.
Nel 2020 ha realizzato i design dei personaggi dell'anime Godzilla - Punto di singolarità.
Nel luglio del 2021, ha annunciato che non avrebbe scritto nuovi capitoli di Blue Exorcist per un periodo di tempo indeterminato, in modo da poter lavorare su un manga adattamento della serie novel Eizen Karukaya Kaiitan di Fuyumi Ono. Ha ripreso poi a pubblicare nuovi capitoli a maggio 2022.

## Influenze
Kazue Katō ha citato Berserk di Kentarō Miura per via della grande influenza che ha avuto sulle sue opere, specificamente il rapporto tra Guts, Griffith e Caska.

## Opere

### One-shots
- The Rabbit and Me (僕と兎 Boku to Usagi, 2000);
- Tomato (赤茄子 Tomato);
- A Warrior Born of the Red Earth (赤い大地に生まれた戦士のはなし Akai Daichi ni Umare ta Senshi no Hanashi);
- Usa Boy!!! (Usa Bōi!!!);
- A Guide to Princess Clothes (ひめごろも取説漫画 Himegoromo Torisetsu Manga);
- Highway of Life, Stray Star (人生街道はぐれ星 Jinsei Kaidō wa Gure Hoshi);
- Nirai (ニライ Nirai);
- Master and I (主と某 Aruji to Soregashi);
- A Maiden's Prayer (乙女の祈り Otome no Inori);
- Astronerd (ホシオタ Hoshi Ota);
- The Miyama-Uguisu Mansion Incident (深山鶯邸事件 Miyama Uguisu Tei Jiken, 2009).

### Serie
- Robo to Usakichi (ロボとうさ吉, 2005 - 2007);
- Blue Exorcist (青の祓魔師 Ao no Ekusoshisuto, 2009-in corso);
- Eizen Karukaya Kaiitan (営繕かるかや怪異譚, 2021-in corso).